# Orc Wars
Orc Wars ist ein US-amerikanischer Abenteuerfilm von Kohl Glass aus dem Jahr 2013. Der Film wurde überwiegend bei Salt Lake City aufgenommen.

## Handlung
Durch den Krieg gezeichnet, lässt sich der Ex-Soldat  John Norton in einem Einsiedlerhaus irgendwo im Westen der USA nieder. Dort begegnet er der nichtmenschlichen Aleya, einer Prinzessin aus einem Paralleluniversum. Mit der Zeit gelangen neben Aleya noch weitere Wesen, Orks, durch ein Dimensionstor in die reale Welt. Diese Orks wollen die Prinzessin entführen und in einem Ritual opfern. Norton beschließt, als Beschützer in Erscheinung zu treten. Unterstützung erhält er von dem blinden Indianer Whitefeather.
Nach einem heftigen Angriff gelingt es der kleinen Gruppe, den Ork-Anführer Fangmark gefangen zu nehmen. Dieser jedoch gibt selbst nach Folter keine brauchbaren Informationen preis und stirbt scheinbar an den Folgen der Folter. Während eines weiteren Angriffs der Orks kann Fangmark entkommen.
Als Aleya schließlich gefangen genommen wird, reist Norton in die Parallelwelt. Dort ist er in der Lage, Aleya im letzten Moment vor der Opferung zu retten. Das weibliche Orakel, das die Opferung will, macht während des Gefechts gegen Norton deutlich, was es von Menschen und Orks denkt. Da es auch die Orks missachtet, schließen Fangmark und Norton Waffenruhe und können gemeinsam das bösartige Orakel besiegen.

## Kritik
Der Film erntete fast durchgehend negative Kritik. Von den Nutzern der Internet Movie Database bekam der Film lediglich eine Wertung von 3,5. Bei Rotten Tomatoes bekam er eine Publikumswertung von 27 %.